# Meinertèl·lids
Els meinertèl·lids (Meinertellidae) són una petita família d'insectes basals pertanyents a l'ordre Archaeognatha. Aquests insectes poden distingir-se dels membres de l'altra família d'Archaeognatha existent, Machilidae, per l'absència d'escates a les antenes i a la base de les potes.

## Taxonomia
La família Meinertellidae inclou 22 gèneres:
- Gènere Allomachilis Silvestri, 1906
- Gènere Allomeinertellus Sturm, 1974
- Gènere Cretaceomachilis Sturm & Poinar, 1998 †
- Gènere Hypermeinertellus Paclt, 1969 †
- Gènere Hypomachilodes Silvestri, 1911
- Gènere Hypomachiloides Silvestri, 1911
- Gènere Kuschelochilis Wygodzinsky, 1951
- Gènere Machilelloides Sturm & Smith, 1993
- Gènere Machilellus Silvestri, 1910
- Gènere Machilinus Silvestri, 1905
- Gènere Machiloides Silvestri, 1911
- Gènere Machilontus Silvestri, 1912
- Gènere Macropsontus Silvestri, 1910
- Gènere Madagaschiloides Mendes, 1998
- Gènere Meinertelloides Womersley, 1930
- Gènere Meinertellus Silvestri, 1905
- Gènere Neomachilellus Wygodzinsky, 1953 †
- Gènere Nesomachilis Tillyard, 1924
- Gènere Nesomeinertellus Sturm, 1999
- Gènere Patagoniochiloides Mendes, 1998
- Gènere Praemachilellus Sturm & Bach, 1992
- Gènere Pseudomeinertellus Wygodzinsky, 1954